# فرتهايم أم ماين
فرتهايم أم ماين (بالألمانية: Wertheim am Main) هي مدينة، بلدة ألمانية وبلدة كبيرة ‏ تقع في Main-Tauber-Kreis في ألمانيا. يقدر عدد سكانها بـ 24,202 نسمة .

## المدن التوأمة
مدن سانتاندري، سالون دو بروفانس، هانتينغدون [الإنجليزية]، Csobánka وغوبيو هي مدن توأمة لفرتهايم آم ماين.

## أعلام
- بيندكت دوس سانتوس
- رولاند ماتيس
- فريدريش آيكهورن
- كارل هاينز روث
- فيليب بوخنر
- الكسندر كوفمان
- فيليب أوشس